# Hữu Văn
Hữu Văn là một xã thuộc huyện Chương Mỹ, thành phố Hà Nội, Việt Nam.

## Địa lý
Xã Hữu Văn có diện tích 5,6 km², dân số năm 2022 là 10.110 người, mật độ dân số đạt 1.805 người/km².
Xã Hữu Văn có 9 thôn: An Thuận 1, An Thuận 2, Quang Trung, Hoà Bình, Quyết Tiến, Đông Viên, Mỹ Thượng, Mỹ Hạ, Đồi Gò.